# Vangsvik
Vangsvik è un villaggio della Norvegia, situato nella municipalità di Senja, nella contea di Troms.